# Pacific Rim Championships
I Pacific Rim Championships (in inglese: Campionati dell'anello del Pacifico) sono una delle più importanti competizioni regionali di ginnastica, a cadenza biennale.
È aperto alle squadre nazionali di ginnastica artistica, ginnastica ritmica e trampolino elastico appartenenti alla Pacific Alliance of National Gymnastics Federations, tra cui Australia, Canada, Cina, Giappone, Messico, Nuova Zelanda, Russia, Stati Uniti d'America e le altre nazioni che si affacciano sul Pacifico.
Prima del 2008, l'evento aveva il nome di Pacific Alliance Championships.

## Edizioni
| Anno | Città        | Nazione       | Data                 |
| ---- | ------------ | ------------- | -------------------- |
| 1982 | Canberra     | Australia     | 20 settembre         |
| 1984 | Reno         | Stati Uniti   | 2-9 dicembre         |
| 1986 | Macao        | Portogallo    | 12-14 settembre      |
| 1988 | Chengdu      | Cina          |                      |
| 1990 | Manila       | Filippine     |                      |
| 1992 | Seul         | Corea del Sud |                      |
| 1994 | Auckland     | Nuova Zelanda |                      |
| 1996 | Kuala Lumpur | Malaysia      |                      |
| 1998 | Winnipeg     | Canada        | 9–12 luglio          |
| 2000 | Christchurch | Nuova Zelanda | 13–15 aprile         |
| 2002 | Vancouver    | Canada        | 3–5 maggio           |
| 2004 | Honolulu     | Stati Uniti   | 15–17 aprile         |
| 2006 | Honolulu     | Stati Uniti   | 13–15 aprile         |
| 2008 | San Jose     | Stati Uniti   | 28–30 marzo          |
| 2010 | Melbourne    | Australia     | 27 aprile - 2 maggio |
| 2012 | Everett      | Stati Uniti   | 16-18 marzo          |
| 2014 | Richmond     | Canada        | 11-13 aprile         |
| 2016 | Everett      | Stati Uniti   | 8-10 aprile          |
| 2018 | Medellin     | Colombia      | 27-29 aprile         |
| 2020 | Tauranga     | Nuova Zelanda | 17-19 aprile         |
| 2024 | Cali         | Colombia      | 21-18 aprile         |